# Michael Paradinas
Michael « Mike » Paradinas (né le 26 septembre 1971 à Londres) est un compositeur, producteur et occasionnellement DJ de musique électronique, particulièrement d'IDM, de drill and bass et d'ambient. µ-Ziq se prononce comme le terme anglais music (/ˈmjuːzɪk/).

## Biographie

### Débuts remarqués
Michael Paradinas, souvent abrégé Mike Paradinas, est né en 1971 dans le quartier de Wimbledon à Londres. Il commence à jouer du piano à l'âge de six ans, et s'intéresse alors petit à petit à la musique. Il est notamment marqué par les compilations 1962-1966 et 1967-1970 des Beatles achetées l'année suivante par son frère. En 1981 ses parents divorcent, et il part vivre chez sa mère avec son grand frère. Il découvre la new wave des New Order, The Human League et autres Depeche Mode, et s'essaye dès le début des années 80 à jouer dans des petits groupes.
En 1984, il rejoint la formation Blue Innocence, pour laquelle il assurera les claviers pendant huit ans. A la dissolution du groupe en 1992, il s'associe au bassiste Francis Naughton pour réenregistrer des morceaux qu'il avait composé seul en parallèle. Bien que repéré par le duo Global Communication et par Aphex Twin, ce travail n'aboutira pas à une sortie sur disque. En revanche un premier album est bien édité l'année suivante par Rephlex, le label codirigé par Aphex Twin et Grant Wilson Claridge. C'est pour ce Tango n' Vectif que Paradinas et Naughton prennent le pseudonyme de µ-Ziq. Avec ses mélodies délicates et ses percussions métalliques, l'album participe à la montée en puissance de Rephlex, qui deviendra bientôt un pilier de la musique électronique, avec des signatures comme Luke Vibert, Squarepusher ou Seefeel. Un live datant de cette époque enregistré dans le club The Venue d'Édimbourg sera publié longtemps après.

### Entrée parmi les grands de l'IDM
Naughton quitte peu de temps après µ-Ziq pour se consacrer à ses études, quand son comparse choisit au contraire d'abandonner les siennes dans l'architecture à l'Université Kingston. Désormais seul, Paradinas forme le duo Diesel M avec Marco Jerrentrup le temps d'un EP M for Multiple, puis en 1994 publie Bluff Limbo, toujours sur Rephlex. Malgré la présence d'une version signée Naughton du titre Sick Porter, c'est le premier album solo de Paradinas en tant que µ-Ziq. Le disque jouit à sa sortie d'une certaine reconnaissance dans la presse spécialisée, avec notamment une 35e place au classement de l'album de l'année du magazine NME. Pourtant il n'est d'abord tiré qu'à un millier d'exemplaires, et devra attendre 1996 pour profiter d'une réédition plus classique. Une expérience douloureuse pour Paradinas, qui reprochera au label son manque de réactivité, et l'absence de promotion à laquelle l'album a eu droit.
En 1994 toujours, µ-Ziq remixe l'album Now I'm a Cowboy de The Auteurs et propose le résultat sur l'EP µ-Ziq Vs. the Auteurs, publié sur la major Virgin Records. Les titres y apparaissent méconnaissables, avec notamment trois versions totalement distinctes de Lenny Valentino. Grâce à un certain succès d'estime et l'entremise inattendue de Lou Reed, Virgin signe Paradinas et lui offre son propre sous-label Planet Mu, avec toutefois l'obligation de n'y publier que ses créations. µ-Ziq y sort donc, dès 1995, son troisième LP In Pine Effect, compilé à partir de morceaux écrits au cours des trois années précédentes. Paradinas reconnaît avoir eu des difficultés à ordonner les titres, et il s'avoue peu satisfait du résultat, surtout sur la version CD. Plus tôt la même année, Paradinas multiplie les sorties sous divers alias : Jake Slazenger (Makesaracket, sur Clear), Kid Spatula (Spatula Freak, sur Reflective) et Tusken Raiders, du nom des hommes des sables de Star Wars (Bantha Trax, encore sur Clear). Il poursuit l'expérience l'année suivante avec un second album en tant que Jake Slazenger, Das Ist Ein Groovybeat, Ja?, cette fois pour Warp, et Shaped to Make Your Life Easier sous le nom Gary Moscheles, sur le label belge SSR. Malgré leurs productions et styles variés, ces différents efforts se rejoignent dans leurs influences, mélanges d'electro, de jazz et de funk où naîtra l'IDM.
Toujours en 1996 il publie le titre Smooth Helmet avec Luke Vibert, et surtout l'album éponyme de Mike and Rich, fruit d'une collaboration menée deux plus tôt entre lui (« Mike » Paradinas) et Aphex Twin (Richard « Rich » D. James). L'album, dont la pochette représente parodiquement les deux artistes en train de s'affronter au jeu Dix de chute, est parfois référencé sous le titre Expert Knob Twiddlers, en clin d’œil à leurs expérimentations avec les potentiomètres.

### Reconnaissance plus large

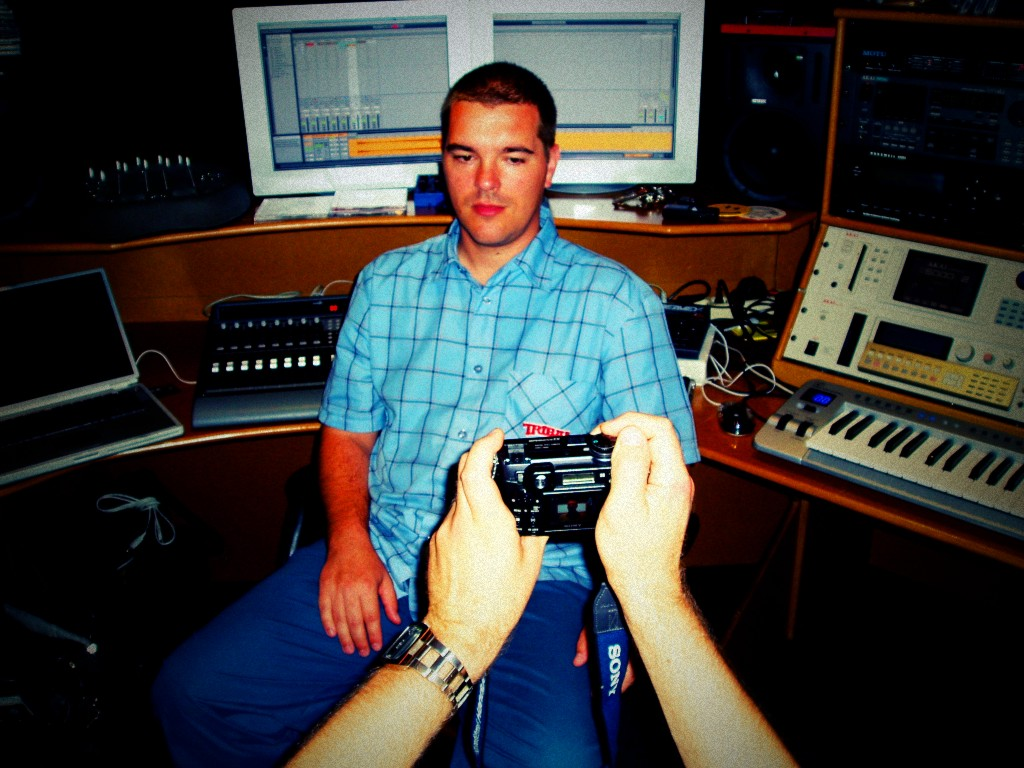
Speedy J, seconde moitié de Slag Boom Van Loon, en 2003 dans son home studio.

L'année suivante, influencé par le virage drum and bass et ambient de ses comparses Aphex Twin et Squarepusher, µ-Ziq revient en solo avec le double-EP Urmur Bile Trax, Vols. 1-2, puis peu après le LP Lunatic Harness. Celui-ci reçoit le titre d'album de la semaine des magazines NME et Melody Maker, et s'écoulera à plus de 50 000 exemplaires à travers le monde. En 1998 Planet Mu se sépare de Virgin et accède à l'indépendance, et avec elle la possibilité de publier d'autres artistes que µ-Ziq. Le label inaugure cette nouvelle liberté en sortant d'entrée l'EP Type Xer0 de Jega, ancien colocataire et camarade d'études de Paradinas.
Invité à effectuer la première partie de Björk lors de sa tournée Homogenic, µ-Ziq s'inspire de cette expérience pour écrire d'abord, avec Jochem Paap alias Speedy J, un album éponyme sous le nom Slag Boom Van Loon, puis surtout en solo Royal Astronomy, qui sort en 1999. Il y mêle des sonorités venues de l'acid techno et du hip-hop à des orchestrations rappelant les sections cordes dont s'accompagne Björk en live. Le résultat, bien que toujours riche et créatif, apparait plus pop et mélodique qu'à l'accoutumée.
Paradinas se remet ensuite à brouiller les cartes par des publications pour Planet Mu sous les alias les plus divers, donnant d'abord une suite à son projet Tusken Raiders sous la forme des EP Bantha Trax Vol. 2 et The Motorbike Track, puis en en signant deux autres cette fois sous le nom Frost Jockey (dans lesquels il se fait aussi appeler Chris Morrison), avant de marquer le retour de Kid Spatula avec l'album Full Sunken Breaks, et d'inaugurer l'alias Rude Ass Tinker (anagramme de Tusken Raiders) sur le single Imperial Break / Silk Ties. Il explique employer désormais le premier pour ses publications mineures, et le second pour ses productions plus « abrasives ».
µ-Ziq participe en juin 2000 au projet d'art vidéo NoiseGate sous le pont de Brooklyn, puis apparaît en avril de l'année suivante sur la compilation The Braindance Coincidence, centième production du label Rephlex pour fêter ses dix ans d'existence. Il relance dans la foulée son projet Slag Boom Van Loon pour un duo EP et LP de remixes du premier album, notamment par Boards of Canada, Kieren Hebden, Coil et Matmos. Mais Paradinas ne revient vraiment à son pseudonyme phare qu'en 2003, avec la sortie du très sombre Bilious Paths, où on peut déceler les prémices des mouvements dubstep et grime à venir. Un an plus tard est publié le double et dernier album de Kid Spatula à ce jour, Meast, toujours sur Planet Mu. Outre un dernier single en 2006 en tant que Jake Slazenger, Pewter Dragon / On the Street, il ne refait réellement parler de lui qu'en 2007, avec la sortie de Duntisbourne Abbots Soulmate Devastation Technique, un album ténébreux marqué par sa récente séparation avec sa compagne.

### Évolution et collaborations
Moins prolifique que par le passé, et malgré deux mixes en 2012 (Needle Exchange 093: 3am Surfing Mix et Rotterdam Containerfest Mix, le premier pour le compte du webzine Self Titled et le deuxième auto-produit), µ-Ziq attend 2013 pour réapparaître avec la sortie de la compilation Somerset Avenue Tracks (1992-1995), une sélection d'inédites choisies avec sa femme Lara Rix-Martin pour commémorer à la fois les vingt ans de son pseudonyme et la 300e sortie de Planet Mu. Il publie quelques mois plus tard Chewed Corners, son huitième album, et dans le même temps un nouveau mix, Rediffusion, cette fois directement pour son label. Il se consacre ensuite principalement à ses projets parallèles, notamment le duo synthpop Heterotic avec sa compagne, qui publiera un premier album Love & Devotion avec Gravenhurst, puis un second Weird Drift, accompagné de l'EP Rain, avec cette fois le français Vezelay. Les trois pochettes sont des images en provenance du télescope Hubble retouchées par le graphiste Adam Ferriss.
En 2014 toujours, il offre, en téléchargement gratuit à partir de SoundCloud, l'étonnant EP Life in Style (1982), écrit en duo avec Caspar Cox quand ils avaient tout juste dix ans. Il signe également cette même année le Podcast 355 pour le magazine XLR8R.
En 2015, Paradinas est l'un des premiers à deviner que le mystérieux profil user48736353001, responsable de 114 morceaux postés sur SoundCloud en quelques jours, cache en fait son ami Aphex Twin,. Il ne tarde d'ailleurs pas à lui rendre la pareille, publiant à son tour une centaine d'inédits de toutes époques, notamment sa toute première composition, une reprise de Souvenir d'Orchestral Manoeuvres in the Dark datant de 1985, mais aussi le titre Mucky Puppy, écrit en 1992 en réponse au Human Rotation d'Aphex Twin alors que les deux hommes ne se côtoyaient pas encore. Il compile dans la foulée son mix Rediffusion avec l'EP XTEP pour former XTLP, et réédite deux morceaux de Diesel M datant de 1992 et 1993. En août Planet Mu fête ses vingt ans d'existence à travers une triple compilation regroupant cinquante titres choisis par ses soins.
Tout au long de sa carrière, µ-Ziq est à l'origine d'une multitude de remixes, notamment pour Aphex Twin (On, en 1993), Speedy J (Ni Go Snix, en 1997), Björk (Hunter, en 1998), FaltyDL (Human Meadow en 2009 puis Rolling en 2014), ou encore MGMT (A Good Sadness, en 2013).

## Style musical et influences
Le style musical de Paradinas, qu'il revendique comme une forme de dance music, trouve ses racines dans l'acid house et le rock. Avec les années, elle incorpore petit à petit des éléments venus du hip-hop, de l'indus et de la drum'n'bass, définissant ainsi progressivement les frontières de l'IDM aux côtés des Aphex Twin et autres Squarepusher. Paradinas avoue lui-même s'être inspiré de ses deux homologues à divers reprises, mais il estime se démarquer par son approche plus mélodique,, confirmé en cela par la critique en général.
C'est peut-être le fait de ses écoutes d'enfance, et notamment un disque de reprises de génériques d'émissions TV pour la jeunesse qui influencera aussi les membres de Boards of Canada. Mais aussi The Beatles, Adam and the Ants, la new wave de The Human League et son cousin Heaven 17, d'Orchestral Manoeuvres in the Dark, Tears for Fears et même Howard Jones. Parmi ses découvertes plus tardives, il cite des influences aussi diverses que la musique minimaliste de Philip Glass, qu'il essaiera de reproduire, en vain, les radio pirates, Carl Craig et la techno de Détroit des Derrick May et In Sync, le breakbeat hardcore rave d'Acen, et les pionniers hollandais de la musique électronique Tom Dissevelt et Dick Raaymakers, à qui il rend hommage dans le livret de Tango n' Vectif,.
S'investissant assidûment dans son label Planet Mu, Paradinas garde en outre un œil attentif sur l'évolution de la musique électronique. Il participe ainsi à l'avènement du dubstep et du grime en 2004, puis à celui du footwork et du juke en 2010. Ces influences se ressentent toutefois moins dans ses productions individuelles que dans ses choix de remixes et de collaborations, et surtout dans ses mixes qui jouent ouvertement un rôle promotionnel pour les artistes de son label.

## Alias et collaborations
Michael Paradinas a pris de nombreux pseudonymes au cours de ses premières années, pour accompagner ses changements de style mais surtout pour rassurer les labels, soucieux de ne pas se faire de promotion les uns envers les autres. On compte ainsi : µ-Ziq (son premier et principal alias, sur Rephlex, R&S Records, Virgin Records, Planet Mu et Astralwerks), Kid Spatula (sur Reflective puis Planet Mu), Jake Slazenger (sur Clear, Warp Records puis Planet Mu), Tusken Raiders (sur Clear puis Planet Mu), Gary Moscheles (sur SSR Records), Frost Jockey (signant parfois Chris Morrison, sur Planet Mu), et Rude Ass Tinker ou A Plaid Tusk (sur Deathchant).
Paradinas est également un féru d'associations avec des artistes de ses connaissances, notamment : Diesel M (avec Marco Jerrentrup), Mike and Rich (avec Aphex Twin), Smooth Helmet (avec Luke Vibert), Slag Boom Van Loon (avec Speedy J), Heterotic (avec Lara Rix-Martin), Mick and Alan (avec Ital Tek), et Short Circuit (avec Caspar Cox).

## Matériel

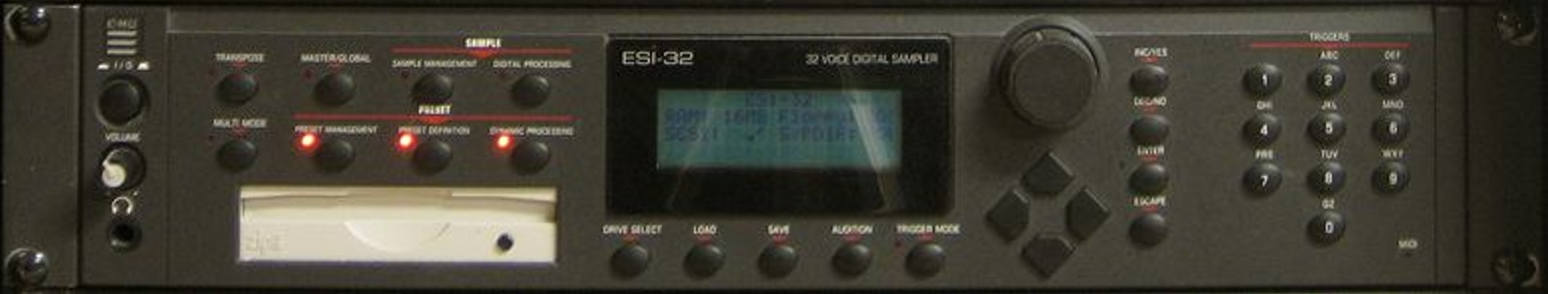
E-mu ESI-32

Paradinas compose à partir de son home studio, duquel il effectue parfois le montage et le mastering pour Planet Mu. Son agencement s'articule d'abord autour d'un Atari ST, rapidement rejoint par Cubase, qu'il utilise le premier comme séquenceur et le second pour déclencher les samples. Souhaitant aller plus en avant dans le travail du son, il change ensuite pour un Power Macintosh G3 équipé d'une carte son MOTU 2408 et du logiciel Logic Pro, même s'il regrettera bientôt la vitesse d’exécution des MIDI sur son Atari.
Autour, il profite d'une panoplie de synthétiseurs : un petit Korg acheté en 1986 d'abord, puis un Yamaha DX11 (en) et un Roland D-50, auxquels s'ajoutent par la suite Clavia Nord Lead 2, Casio FZ1 (en), Roland MT-32 et E-mu ESI-32. On compte encore des boîtes à rythmes Alesis HR-16 et Boss DR-110, une console de mixage Soundcraft Spirit Folio et divers effets, ainsi qu'un échantillonneur Akai MPC 3000 dont il se sert principalement en live,. Il finira cependant par revendre la plupart de son équipement, se concentrant sur la MAO pour gagner de la place dans son appartement.
Malgré l'imposant matériel usé au cours de sa carrière, Paradinas estime paradoxalement rester un piètre technicien du mix, incapable de produire un morceau d'EDM commercial même s'il le voulait.

## Discographie

### Albums studio

#### Sous µ-Ziq
| Date          | Album                                              | Label     | Critique                                                        |
| ------------- | -------------------------------------------------- | --------- | --------------------------------------------------------------- |
| novembre 1993 | Tango n' Vectif                                    | Rephlex   | AllMusic · Pitchfork · Sputnikmusic                             |
| août 1994     | Bluff Limbo                                        | Rephlex   | AllMusic                                                        |
| octobre 1995  | In Pine Effect                                     | Planet Mu | AllMusic · Spin                                                 |
| janvier 1997  | Urmur Bile Trax Volume 1 Volume 2 (en)             | Planet Mu | AllMusic                                                        |
| juillet 1997  | Lunatic Harness                                    | Planet Mu | AllMusic · Sputnikmusic                                         |
| juillet 1999  | Royal Astronomy                                    | Planet Mu | AllMusic · NME · Pitchfork · PopMatters · SPIN                  |
| juin 2003     | Bilious Paths                                      | Planet Mu | AllMusic · Pitchfork                                            |
| août 2007     | Duntisbourne Abbots Soulmate Devastation Technique | Planet Mu | AllMusic · ARTISTdirect · PopMatters                            |
| février 2013  | Somerset Avenue Tracks (1992-1995)                 | Planet Mu | Pitchfork                                                       |
| juin 2013     | Chewed Corners                                     | Planet Mu | AllMusic · Pitchfork · PopMatters · Sputnikmusic · The Guardian |
| mars 2015     | XTLP                                               | Planet Mu | AllMusic                                                        |
| février 2016  | Aberystwyth Marine                                 | Planet Mu | PopMatters                                                      |
| mai 2016      | RY30 Trax                                          | Planet Mu | PopMatters                                                      |
| avril 2018    | Challenge Me Foolish                               | Planet Mu | Resident Advisor                                                |

#### Sous Jake Slazenger
| Date         | Album                       | Label        | Critique |
| ------------ | --------------------------- | ------------ | -------- |
| juin 1995    | Makesaracket                | Clear        | AllMusic |
| juillet 1996 | Das ist ein Groovybeat, ja? | Warp Records | AllMusic |

#### Sous Kid Spatula
| Date          | Album                   | Label      | Critique       |
| ------------- | ----------------------- | ---------- | -------------- |
| novembre 1995 | Spatula Freak           | Reflective | AllMusic       |
| avril 2000    | Full Sunken Breaks (en) | Planet Mu  | AllMusic · NME |
| mars 2004     | Meast (en)              | Planet Mu  | AllMusic       |

#### Sous Gary Moscheles
| Date          | Album                           | Label         | Critique |
| ------------- | ------------------------------- | ------------- | -------- |
| décembre 1996 | Shaped to Make Your Life Easier | SSR / Crammed | AllMusic |

### EP

#### Sous µ-Ziq
| Date           | Album                    | Label                   | Critique             |
| -------------- | ------------------------ | ----------------------- | -------------------- |
| mai 1994       | Phi*1700 (U/V)           | R&S Records             | AllMusic             |
| octobre 1994   | The Auteurs Vs µ-Ziq     | Hut Recordings / Virgin | AllMusic             |
| septembre 1995 | Salsa with Mesquite (en) | Hi-Rise / Virgin        | AllMusic             |
| juin 1997      | My Little Beautiful (en) | Planet Mu               | AllMusic             |
| janvier 1997   | Urmur Bile Trax Volume 1 | Planet Mu               |                      |
| janvier 1997   | Urmur Bile Trax Volume 2 | Planet Mu               |                      |
| mai 1998       | Brace Yourself           | Astralwerks             | AllMusic             |
| juillet 1999   | The Fear                 | Hut Recordings / Virgin | AllMusic · Pitchfork |
| août 1999      | The Hwicci Song          | Hut Recordings          |                      |
| juillet 2005   | Ease Up                  | Planet Mu               |                      |
| mai 2013       | XTEP                     | Planet Mu               |                      |
| août 2014      | Rediffusion              | Planet Mu               |                      |

#### Sous Tusken Raiders
| Date         | Album              | Label     | Critique |
| ------------ | ------------------ | --------- | -------- |
| février 1995 | Bantha Trax        | Clear     | AllMusic |
| mars 1999    | Bantha Trax Vol. 2 | Planet Mu |          |

#### Sous Jake Slazenger
| Date           | Album     | Label        | Critique |
| -------------- | --------- | ------------ | -------- |
| septembre 1995 | Megaphonk | Clear        |          |
| juin 1996      | Nautilus  | Warp Records | AllMusic |

#### Sous Frost Jockey
| Date         | Album                | Label     | Critique |
| ------------ | -------------------- | --------- | -------- |
| février 2000 | Burgundy Trax Vol. 1 | Planet Mu |          |
| avril 2000   | Burgundy Trax Vol. 2 | Planet Mu |          |

### Mixes

#### Sous Mike Paradinas
| Date      | Album                                | Label              | Critique |
| --------- | ------------------------------------ | ------------------ | -------- |
| août 2011 | FACT Mix 274                         | FACT               |          |
| mars 2012 | Needle Exchange 093: 3am Surfing Mix | self-titledmag.com |          |

#### Sous µ-Ziq
| Date         | Album                                 | Label         | Critique |
| ------------ | ------------------------------------- | ------------- | -------- |
| janvier 2012 | Da Mind of Traxman Mix (avec Traxman) | Planet Mu     |          |
| juillet 2012 | Rotterdam Containerfest Mix           | (autoproduit) |          |
| juillet 2013 | Rediffusion                           | Planet Mu     |          |
| août 2014    | Podcast 355                           | XLR8R         |          |

### Collaborations

#### Avec Marco Jerrentrup, sous Diesel M
| Date          | Album          | Label          | Critique |
| ------------- | -------------- | -------------- | -------- |
| décembre 1993 | M for Multiple | Choci's Chewns |          |

#### Avec Aphex Twin, sous Mike and Rich
| Date      | Album                                 | Label   | Critique |
| --------- | ------------------------------------- | ------- | -------- |
| juin 1996 | Mike and Rich (Expert Knob Twiddlers) | Rephlex | AllMusic |

#### Avec Speedy J, sous Slag Boom Van Loon
| Date         | Album              | Label     | Critique       |
| ------------ | ------------------ | --------- | -------------- |
| octobre 1998 | Slag Boom Van Loon | Planet Mu | AllMusic · NME |
| mai 2001     | So Soon EP         | Planet Mu |                |
| juin 2001    | So Soon            | Planet Mu | AllMusic       |

#### Avec Lara Rix-Martin, sous Heterotic
| Date         | Album                   | Label     | Critique                     |
| ------------ | ----------------------- | --------- | ---------------------------- |
| mars 2013    | Love and Devotion       | Planet Mu | Pitchfork                    |
| février 2014 | Rain EP (feat. Vezelay) | Planet Mu | Resident Advisor             |
| avril 2014   | Weird Drift             | Planet Mu | Pitchfork · Resident Advisor |

#### Avec Caspar Cox, sous Short Circuit
| Date         | Album                | Label         | Critique |
| ------------ | -------------------- | ------------- | -------- |
| février 2015 | Life in Style (1982) | (autoproduit) |          |